# Fatehganj Pashchimi
Fatehganj Pashchimi es un pueblo y nagar Panchayat situado en el distrito de Bareilly en el estado de Uttar Pradesh (India). Su población es de 26607 habitantes (2011). Se encuentra a 27 km al noroeste de Bareilly

## Demografía
Según el censo de 2011 la población de Fatehganj Pashchimi era de 26607 habitantes, de los cuales 13984 eran hombres y 12623 eran mujeres. Fatehganj Pashchimi tiene una tasa media de alfabetización del 57,47%, inferior a la media estatal del 67,68%: la alfabetización masculina es del 65,72%, y la alfabetización femenina del 48,29%.